# Francisco Amorós y Pujol
Francisco Amorós y Pujol (Martorell, 1811-Barcelona, 24 de diciembre de 1879) fue un industrial español.

## Biografía
Natural de Martorell, sus padres le animaron a dedicarse a su especial afición, el ramo de la ebanistería. Habiendo recorrido toda España y quedado insatisfecho con el estado de su industria, marchó a Francia, Inglaterra y Bélgica, donde, por espacio de seis años, visitó como operario los principales establecimientos para estudiar los progresos y adelantos de la ebanistería. En tal disposición regresó a España en 1835 y fundó un establecimiento de mesas de billar, después de vencer grandes obstáculos en su planteamiento; este llegó a gozar de acreditación internacional.
Desde el año 1850, Amorós tomó parte en todas las exposiciones, bien regionales bien universales que se celebraron en España y Europa, obteniendo premios y distinciones honoríficas en ellas.
Falleció en Barcelona el 24 de diciembre de 1879.

## Obras
Algunas de sus obras más destacadas son:
- Arte de delinear y trazar con perfección (1852)
- Hilados (1857)
- Proyectos de ley para la contratación del trabajo en toda la clase de artes e industria (1862)
- Diccionario del código de comercio (1862)
- Manual para los aficionados al juego del billar (1866)
- Resumen histórico de las Exposiciones y memoria descriptiva (1868)
- Manual completo de carpintería (1853)
- Diccionario de artes y manufacturas, que, comenzada su publicación en 1855, alcanzó la quinta entrega cuando se suspendió por no haber encontrado suficiente apoyo del público